# Flugplatz Borken-Hoxfeld

i7
i11
i13
Der Flugplatz Borken-Hoxfeld (ICAO-Code: EDLY) ist ein Sonderlandeplatz mit Motor- und Segelflugbetrieb. Er befindet sich in Hoxfeld, einem Vorort von Borken nahe der deutsch-niederländischen Grenze.

## Flugplatzdaten
Der Flugplatz verfügt über acht Hallen, ein Vereinsheim und eine eigene Tankstelle. Er ist nur wenige Kilometer vom Verkehrslandeplatz Stadtlohn-Vreden entfernt.

## Vereine
Der Flugplatz Borken-Hoxfeld beherbergt derzeit drei Vereine: die Segelflugvereine LSV Borken und Coesfelder LSV sowie die LSG Bocholt mit Motor-, Segel- und Ultraleicht-Flugbetrieb. Des Weiteren sind die Ballonsport- und Motorfluggruppe Borken ebenfalls am Flugplatz Borken-Hoxfeld vertreten.
Die drei Vereine bilden auf zehn Segelflugzeugen, zwei Motorseglern, drei Motorflugzeugen (D-Exxx) und zwei Heißluftballons aus.